# Colobothea olivencia
Colobothea olivencia là một loài bọ cánh cứng trong họ Cerambycidae.